# Jim Beattie (homme politique)
Pour les articles homonymes, voir James Beattie et Beattie.
James Leslie Sean Beattie (né le 26 octobre 1948) est un homme politique canadien de la Colombie-Britannique. Il est député provincial néo-démocrate de la circonscription britanno-colombienne d'Okanagan-Penticton de 1991 à 1996.